# Eleição municipal de São Paulo em 2012
A eleição municipal da cidade brasileira de São Paulo ocorreu em 7 de outubro e 28 de outubro (Segundo turno para prefeito) de 2012 para eleger um prefeito, um vice-prefeito e 55 vereadores para a administração da cidade. O prefeito anterior, Gilberto Kassab, do PSD, terminou seu mandato em 31 de dezembro de 2012 e não concorreu à reeleição. O prefeito eleito foi Fernando Haddad do PT, com 55,57% dos votos válidos, enquanto José Serra do PSDB foi derrotado com 44,43% dos votos válidos.

## Pré-Candidatos

### Partido do Movimento Democrático Brasileiro (PMDB)
Inicialmente, o candidato pemedebista era o presidente da Federação das Indústrias do Estado de São Paulo Paulo Skaf, mas após a entrada do deputado federal Gabriel Chalita que recebeu maior apoio do partido e apoio de Michel Temer, Skaf anunciou no final de 2011 que não seria mais candidato. Então, Chalita consolidou-se no partido. No dia 24 de junho, foi homologada na Praça da Sé a candidatura de Chalita pela coligação do PMDB com o PSC, o PTC e o PSL.
Num ataque ao tucano José Serra, Chalita apresentou o seu jingle de campanha: "Ele tem palavra e cumpre com seu juramento, é São Paulo em primeiro lugar, é São Paulo 100%". A provocação ocorre porque Serra renunciou ao cargo de prefeito de São Paulo em 2006 com menos de um ano e meio para se candidatar a governador. Conforme a coligação, Chalita terá 4 minutos e 40 segundos na horário de propaganda eleitoral gratuita da TV. Também foi criticado a aliança do PT com o PP pela utilização da "máquina pública". Para vice-prefeito na chapa, não foi apresentado de imediato, mas as especulações afirmavam a possibilidade de ser alguém do mesmo partido de Chalita, sendo que o deputado estadual Jooji Hato colocou-se a disposição. Quatro dias após a convenção, a médica Marianne Pinotti foi indicada a vice na chapa.

### Partido da Social Democracia Brasileira (PSDB)
Em 25 de março de 2012, José Serra venceu as prévias do Partido da Social Democracia Brasileira (PSDB) com 3 176 votos (52%). Os outros candidatos à nomeação ao governo da cidade de São Paulo era o secretário estadual de Energia José Aníbal, que recebeu 1 902 votos (31%), e o deputado federal Ricardo Tripoli, com 1 018 votos (16%). Houve 133 votos brancos e nulos. A votação aconteceu em 58 diretórios das 9 às 15 horas. 6 229 pessoas participaram de um total de 20 500 filiados.
José Serra anunciou a entrada na disputa em 28 de fevereiro, e as prévias que deveriam ter ocorridas em 4 de março foram adiadas a pedido de Serra para que ele tivesse mais tempo para se organizar, o que acabou trazendo um pouco de transtorno no partido. O secretário estadual do Meio Ambiente Bruno Covas e o secretário estadual da Cultura Andrea Matarazzo desistiram da disputa para apoiarem José Serra. Nas prévias tucanas foram gastos cerca de trezentos mil reais. Os militantes do PSDB acreditavam que Serra iria vencer a eleição interna do partido com grande quantidade de votos, a cerca de 70%.
Para a candidatura a vice-prefeito, o atual prefeito Gilberto Kassab do Partido Social Democrático (PSD) deixou "à disposição" cinco secretários: Alda Marco Antônio (Assitência Social e vice-prefeita), Alexandre Alves Schneider (Educação), Miguel Bucalem (Desenvolvimento Urbano), Marcelo Cardinale Branco (Transportes) e Eduardo Jorge (do Partido Verde, secretário de Meio Ambiente). O Democratas (DEM) declarou que só apoiaria o PSDB se tivesse a vaga de vice ocupada por um membro do DEM, porém acabou cedendo. A definição do vice aconteceu após a convenção do partido, em junho. Mesmo com a pressão dos aliados, o então secretário municipal da educação do município de São Paulo, Alexandre Schneider, do Partido Social Democrático, (PSD) foi escolhido como vice de Serra.
Além do PSD, o PSDB firmou coligação com o Democratas (DEM), Partido da República (PR) e o Partido Verde (PV).

### Partido Socialismo e Liberdade (PSOL)
A conferência eleitoral do PSOL confirmou na tarde de 31 de março de 2012, o deputado estadual Carlos Giannazi como candidato do partido à prefeitura de São Paulo. Giannazi recebeu os votos de 66 delegados, o deputado federal Ivan Valente obteve 58 votos e Odilon Guedes 3. Antes da conferência, foram feitas seis plenárias que reuniram 1 270 filiados. Nos encontros, houve debate entre os três pré-candidatos e a votação direta dos militantes.

### Partido dos Trabalhadores (PT)
Entre os ministros do governo Dilma, foi cogitado uma possível pré-candidatura do ministro da Educação Fernando Haddad e o ministro da Ciência e Tecnologia Aloizio Mercadante. Dilma deu apoio a Haddad que deixou o ministério para se candidatar, e Mercadante anunciou que não deixaria o ministério negando uma possível candidatura. Os senadores Marta Suplicy e Eduardo Suplicy e os deputados federais Carlos Zarattini e Jilmar Tatto apresentaram-se como candidatos, mas os quatro desistiram; fazendo sobrar apenas Haddad. Repetindo o feito de Fernando Haddad, com seu projeto de “Homem Novo, para um  novo tempo”, o ex-presidente, Luiz Inácio Lula da Silva decidiu lançar o Ministro da Saúde Alexandre Padilha como candidato ao governo, dois anos mais tarde. O PT quis evitar as primárias fazendo a decisão da escolha por um consenso.
A deputada federal Luiza Erundina foi indicada na chapa para vice de Haddad, mas recusou o convite, alegando não se sentir bem fazendo parte da coligação com o Partido Progressista (PP) de Paulo Maluf; onde um aliado do PP paulista conseguiu um cargo numa secretaria do Ministério das Cidades. Após a desistência de Erundina, que disse continuar apoiando Haddad, a ex-secretária de Esportes Nádia Campeão (PCdoB) foi escolhida para integrar a chapa como vice. O Partido Comunista do Brasil tinha como pré-candidato Netinho de Paula, mas após desistência deste, o PCdoB preferiu uma aliança com Haddad. Além do PP e do PCdoB, o PT se coligou com o PSB.

### Outros
No dia 30 de junho, Celso Russomano foi oficializado pelo Partido Republicano Brasileiro (PRB) como candidato a prefeito. Luiz Flávio Borges D’Urso do Partido Trabalhista Brasileiro aceitou ser candidato à vice de Celso. Anteriormente, Luiz era candidato a prefeito.
O Partido Popular Socialista (PPS) lançou Soninha Francine a prefeita com Lucas Albano do Partido da Mobilização Nacional (PMN) a vice, com o slogan "Um Sinal Verde para São Paulo".
Tiririca também foi cotado como pré-candidato para a prefeitura de São Paulo. Posteriormente, o PR apoiou o candidato José Serra.

## Candidatos
|  | Nº | Candidato(a) a prefeito(a) | Candidato(a) a prefeito(a)                 | Candidato(a) a vice-prefeito(a) | Candidato(a) a vice-prefeito(a)         | Coligação/Partido |
|  | -- | -------------------------- | ------------------------------------------ | ------------------------------- | --------------------------------------- | --- |
|  | 16 |                            | Ana Luiza de Figueiredo Gomes (PSTU)       |                                 | Wilson Aparecido (PSTU)                 | Partido Socialista dos Trabalhadores Unificado (PSTU) |
|  | 29 |                            | Anaí Caproni Pinto (PCO)                   |                                 | Rafael Dantas Porto Nascimento (PCO)    | Partido da Causa Operária (PCO) |
|  | 50 |                            | Carlos Giannazi (PSOL)                     |                                 | Edmilson Costa (PCB)                    | "Frente de Esquerda" Partido Socialismo e Liberdade (PSOL) Partido Comunista Brasileiro (PCB) |
|  | 10 |                            | Celso Russomano (PRB)                      |                                 | Luiz Flavio Borges D'Urso (PTB)         | "Por Uma Nova São Paulo" Partido Republicano Brasileiro (PRB) Partido Trabalhista Brasileiro (PTB) Partido Trabalhista Nacional (PTN) Partido Trabalhista do Brasil (PTdoB) Partido Humanista da Solidariedade (PHS) Partido Republicano Progressista (PRP) |
|  | 13 |                            | Fernando Haddad (PT)                       |                                 | Nádia Campeão (PCdoB)                   | "Para Mudar e Renovar São Paulo" Partido dos Trabalhadores (PT) Partido Comunista do Brasil (PCdoB) Partido Progressista (PP) Partido Socialista Brasileiro (PSB)                                                                                           |
|  | 15 |                            | Gabriel Chalita (PMDB)                     |                                 | Marianne Pinotti (PMDB)                 | "São Paulo em Primeiro Lugar" Partido do Movimento Democrático Brasileiro (PMDB) Partido Social Cristão (PSC) Partido Trabalhista Cristão (PTC) Partido Social Liberal (PSL)                                                                                |
|  | 28 |                            | Levy Fidélix (PRTB)                        |                                 | Luiz Eduardo Ayres Duarte (PRTB)        | Partido Renovador Trabalhista Brasileiro (PRTB) |
|  | 27 |                            | José Maria Eymael (PSDC)                   |                                 | Professor Lindeberg (PSDC)              | Partido Social Democrata Cristão (PSDC) |
|  | 45 |                            | José Serra (PSDB)                          |                                 | Alexandre Alves Schneider (PSD)         | "Avança São Paulo" Partido da Social Democracia Brasileira (PSDB) Partido Social Democrático (PSD) Democratas (DEM) Partido Verde (PV) Partido da República (PR)                                                                                            |
|  | 54 |                            | Miguel Manso Perez (PPL)                   |                                 | Marielza Pinto de Carvalho Milani (PPL) | Partido Pátria Livre (PPL) |
|  | 12 |                            | Paulo Pereira da Silva (Paulinho da Força) |                                 | Joaquim Paulo Grava de Sousa (PDT)      | Partido Democrático Trabalhista (PDT) |
|  | 23 |                            | Sonia Francine Gaspar Marmo (Soninha)      |                                 | Lucas Albano Ribeiro dos Santos (PMN)   | "Um Sinal Verde Para São Paulo" Partido Popular Socialista (PPS) Partido da Mobilização Nacional (PMN) |

## Pesquisas

### Candidatos (1º turno)

#### Boca de urna - apenas votos válidos
| Data       | Instituto | José Serra (PSDB) | Celso Russomanno (PRB) | Fernando Haddad (PT) | Soninha Francine (PPS) | Gabriel Chalita (PMDB) | Paulinho da Força (PDT) | Carlos Giannazi (PSOL) | Levy Fidelix (PRTB) | Ana Luiza (PSTU) | Miguel Manso (PPL) | Eymael (PSDC) | Anaí Caproni (PCO) |
| ---------- | --------- | ----------------- | ---------------------- | -------------------- | ---------------------- | ---------------------- | ----------------------- | ---------------------- | ------------------- | ---------------- | ------------------ | ------------- | ------------------ |
| 07/10/2012 | Ibope     | 30%               | 23%                    | 29%                  | 3%                     | 12%                    | 1%                      | 1%                     | 1%                  | 0%               | 0%                 | 0%            | 0%                 |

#### 1º turno - pesquisa estimulada
| Data           | Instituto  | José Serra (PSDB) | Celso Russomanno (PRB) | Fernando Haddad (PT) | Soninha Francine (PPS) | Gabriel Chalita (PMDB) | Paulinho da Força (PDT) | Brancos/nulos | Não sabem |
| -------------- | ---------- | ----------------- | ---------------------- | -------------------- | ---------------------- | ---------------------- | ----------------------- | ------------- | --------- |
| 21/07/2012 [a] | Datafolha  | 30%               | 26%                    | 7%                   | 7%                     | 6%                     | 5%                      | 11%           | 6%        |
| 03/08/2012 [b] | Ibope      | 26%               | 25%                    | 6%                   | 7%                     | 5%                     | 5%                      | 14%           | 9%        |
| 16/08/2012 [c] | Ibope      | 26%               | 26%                    | 9%                   | 5%                     | 5%                     | 5%                      | 12%           | 10%       |
| 20/08/2012 [d] | Datafolha  | 27%               | 31%                    | 8%                   | 5%                     | 6%                     | 4%                      | 10%           | 6%        |
| 29/08/2012 [e] | Datafolha  | 22%               | 31%                    | 14%                  | 4%                     | 7%                     | 2%                      | 10%           | 7%        |
| 29/08/2012 [f] | Vox Populi | 22%               | 31%                    | 14%                  | 4%                     | 5%                     | 2%                      | 9%            | 13%       |
| 31/08/2012 [g] | Ibope      | 20%               | 31%                    | 16%                  | 4%                     | 5%                     | 1%                      | 12%           | 9%        |
| 05/09/2012 [h] | Datafolha  | 21%               | 35%                    | 16%                  | 5%                     | 7%                     | 1%                      | 8%            | 4%        |
| 12/09/2012 [i] | Datafolha  | 20%               | 32%                    | 17%                  | 5%                     | 8%                     | 1%                      | 7%            | 9%        |
| 13/09/2012 [j] | Ibope      | 19%               | 35%                    | 15%                  | 4%                     | 6%                     | 1%                      | 13%           | 6%        |
| 20/09/2012 [k] | Datafolha  | 21%               | 35%                    | 15%                  | 4%                     | 8%                     | 1%                      | 8%            | 5%        |
| 24/09/2012 [l] | Vox Populi | 17%               | 34%                    | 17%                  | 2%                     | 5%                     | 1%                      | 10%           | 13%       |
| 25/09/2012 [m] | Ibope      | 17%               | 34%                    | 18%                  | 4%                     | 7%                     | 1%                      | 10%           | 8%        |
| 27/09/2012 [n] | Datafolha  | 22%               | 30%                    | 18%                  | 4%                     | 9%                     | 1%                      | 8%            | 6%        |
| 02/10/2012 [o] | Ibope      | 19%               | 27%                    | 18%                  | 4%                     | 10%                    | 0%                      | 11%           | 9%        |
| 03/10/2012 [p] | Datafolha  | 23%               | 25%                    | 19%                  | 4%                     | 11%                    | 1%                      | 8%            | 6%        |
| 06/10/2012 [q] | Datafolha  | 24%               | 23%                    | 20%                  | 4%                     | 11%                    | 1%                      | 8%            | 6%        |
| 06/10/2012 [r] | Ibope      | 22%               | 22%                    | 22%                  | 4%                     | 11%                    | 1%                      | 8%            | 8%        |

### Pré candidatos (1º turno)
| Data       | Instituto | José Serra (PSDB) | Celso Russomanno (PRB) | Netinho de Paula (PC do B) | Soninha Francine (PPS) | Gabriel Chalita (PMDB) | Paulinho da Força (PDT) | Fernando Haddad (PT) | Brancos/nulos | Não sabem |
| ---------- | --------- | ----------------- | ---------------------- | -------------------------- | ---------------------- | ---------------------- | ----------------------- | -------------------- | ------------- | --------- |
| 03/03/2012 | Datafolha | 30%               | 17%                    | 10%                        | 7%                     | 7%                     | 8%                      | 3%                   | 11%           | 3%        |
| 09/05/2012 | Ibope     | 31%               | 16%                    | 8%                         | 7%                     | 6%                     | 5%                      | 3%                   | 11%           | 10%       |
| 17/06/2012 | Datafolha | 30%               | 21%                    | 7%                         | 8%                     | 6%                     | 5%                      | 8%                   | 9%            | 3%        |
| 27/06/2012 | Datafolha | 31%               | 24%                    | 6%                         | 6%                     | 6%                     | 3%                      | 6%                   | 11%           | 5%        |

a  - Os seguintes candidatos tiveram 1% das intenções de voto: Ana Luiza (PSTU), Giannazi (PSOL), Levy Fidelix (PRTB). Os seguintes candidatos tiveram 0% das intenções de voto: Miguel Manso (PPL), José Maria Eymael (PSDC), Anaí Caproni (PCO).
b  - Os seguintes candidatos tiveram 1% das intenções de voto: Ana Luiza (PSTU), Eymael (PSDC), Giannazi (PSOL). Os seguintes candidatos não chegaram a 1% das intenções de voto: Anaí Caproni (PCO), Levy Fidelix (PRTB), Miguel Manso (PPL).
c  - Os seguintes candidatos tiveram 1% das intenções de voto: Ana Luiza (PSTU), Giannazi (PSOL). Os seguintes candidatos não chegaram a 1% das intenções de voto: Anaí Caproni (PCO), Eymael (PSDC), Levy Fidelix (PRTB), Miguel Manso (PPL).
d  - Os seguintes candidatos tiveram 1% das intenções de voto: Ana Luiza (PSTU). Os seguintes candidatos não chegaram a 1% das intenções de voto: Anaí Caproni (PCO), Eymael (PSDC), Giannazi (PSOL), Levy Fidelix (PRTB), Miguel Manso (PPL).
e  - Os seguintes candidatos tiveram 1% das intenções de voto: Ana Luiza (PSTU), Giannazi (PSOL). Os seguintes candidatos não chegaram a 1% das intenções de voto: Anaí Caproni (PCO), Eymael (PSDC), Levy Fidelix (PRTB), Miguel Manso (PPL).
f  - Os seguintes candidatos não chegaram a 1% das intenções de voto: Anaí Caproni (PCO), Ana Luiza (PSTU), Eymael (PSDC), Giannazi (PSOL), Levy Fidelix (PRTB), Miguel Manso (PPL).
g  - Os seguintes candidatos não chegaram a 1% das intenções de voto: Anaí Caproni (PCO), Ana Luiza (PSTU), Eymael (PSDC), Giannazi (PSOL), Levy Fidelix (PRTB), Miguel Manso (PPL).
h  - Os seguintes candidatos tiveram 1% das intenções de voto: Ana Luiza (PSTU), Eymael (PSDC), Giannazi (PSOL). Os seguintes candidatos não chegaram a 1% das intenções de voto: Anaí Caproni (PCO), Levy Fidelix (PRTB), Miguel Manso (PPL).
i  - Os seguintes candidatos tiveram 1% das intenções de voto: Giannazi (PSOL). Os seguintes candidatos não chegaram a 1% das intenções de voto: Ana Luiza (PSTU), Anaí Caproni (PCO), Eymael (PSDC), Levy Fidelix (PRTB), Miguel Manso (PPL).
j  - Os seguintes candidatos tiveram 1% das intenções de voto: Giannazi (PSOL). Os seguintes candidatos não chegaram a 1% das intenções de voto: Ana Luiza (PSTU), Anaí Caproni (PCO), Eymael (PSDC), Levy Fidelix (PRTB), Miguel Manso (PPL).
k  - Os seguintes candidatos tiveram 1% das intenções de voto: Ana Luiza (PSTU), Giannazi (PSOL). Os seguintes candidatos não chegaram a 1% das intenções de voto: Anaí Caproni (PCO), Eymael (PSDC), Levy Fidelix (PRTB), Miguel Manso (PPL).
l  - Os seguintes candidatos tiveram 1% das intenções de voto: Levy Fidelix (PRTB). Os seguintes candidatos não chegaram a 1% das intenções de voto: Ana Luiza (PSTU), Anaí Caproni (PCO), Eymael (PSDC), Giannazi (PSOL), Miguel Manso (PPL).
m  - Os seguintes candidatos tiveram 1% das intenções de voto: Giannazi (PSOL). Os seguintes candidatos não chegaram a 1% das intenções de voto: Ana Luiza (PSTU), Anaí Caproni (PCO), Eymael (PSDC), Levy Fidelix (PRTB), Miguel Manso (PPL).
n  - Os seguintes candidatos tiveram 1% das intenções de voto: Ana Luiza (PSTU), Giannazi (PSOL). Os seguintes candidatos não chegaram a 1% das intenções de voto: Anaí Caproni (PCO), Eymael (PSDC), Levy Fidelix (PRTB), Miguel Manso (PPL).
o  - Os seguintes candidatos tiveram 1% das intenções de voto: Giannazi (PSOL). Os seguintes candidatos não chegaram a 1% das intenções de voto: Ana Luiza (PSTU), Anaí Caproni (PCO), Eymael (PSDC), Levy Fidelix (PRTB), Miguel Manso (PPL).
p  - Os seguintes candidatos tiveram 1% das intenções de voto: Giannazi (PSOL), Levy Fidelix (PRTB). Os seguintes candidatos não chegaram a 1% das intenções de voto: Ana Luiza (PSTU), Anaí Caproni (PCO), Eymael (PSDC), Miguel Manso (PPL).
q  - Os seguintes candidatos tiveram 1% das intenções de voto: Ana Luiza (PSTU), Giannazi (PSOL), Levy Fidelix (PRTB). Os seguintes candidatos não chegaram a 1% das intenções de voto: Anaí Caproni (PCO), Eymael (PSDC), Miguel Manso (PPL).
r  - Os seguintes candidatos tiveram 1% das intenções de voto: Giannazi (PSOL), Levy Fidelix (PRTB). Os seguintes candidatos não chegaram a 1% das intenções de voto: Ana Luiza (PSTU), Anaí Caproni (PCO), Eymael (PSDC), Miguel Manso (PPL).

### Candidatos (2º turno)

#### Pesquisa estimulada
| Data       | Instituto | José Serra (PSDB) | Fernando Haddad (PT) | Brancos/nulos | Não sabem |
| ---------- | --------- | ----------------- | -------------------- | ------------- | --------- |
| 10/10/2012 | Datafolha | 37%               | 47%                  | 8%            | 8%        |
| 11/10/2012 | Ibope     | 37%               | 48%                  | 9%            | 6%        |
| 17/10/2012 | Ibope     | 33%               | 49%                  | 13%           | 5%        |
| 18/10/2012 | Datafolha | 32%               | 49%                  | 10%           | 9%        |
| 24/10/2012 | Datafolha | 34%               | 49%                  | 11%           | 6%        |
| 24/10/2012 | Ibope     | 36%               | 49%                  | 10%           | 5%        |
| 27/10/2012 | Datafolha | 34%               | 48%                  | 11%           | 7%        |
| 27/10/2012 | Ibope     | 35%               | 50%                  | 10%           | 5%        |

#### Boca de urna - apenas votos válidos
| Data       | Instituto | José Serra (PSDB) | Fernando Haddad (PT) |
| ---------- | --------- | ----------------- | -------------------- |
| 28/10/2012 | IBOPE     | 43%               | 57%                  |

## Debates na TV

### 1º Turno
Em 21 de setembro de 2012, o candidato Levy Fidelix ganhou recurso no TRE garantindo seu direito de participação no debate eleitoral que seria promovido pela Rede Globo em 4 de outubro de 2012. A emissora pretendia ter apenas os 6 candidatos com melhor posição nas pesquisas de intenção de voto. A decisão do TRE-SP foi favorável ao candidato Levy por 5 votos a 1, sendo o desembargador Mathias Coltro o único a votar contra o recurso.

Em 26 de setembro de 2012, a Rede Record decidiu cancelar o debate agendado para o dia 1 de outubro, pois os candidatos José Serra e Celso Russomanno (ambos entre os 3 mais bem colocados nas pesquisas eleitorais) não estariam presentes. Segundo a emissora, a coordenação da campanha de Serra não respondeu aos convites para acordar as regras do debate, e Russomanno não poderia participar, pois a data do debate coincidiria com a previsão de nascimento de sua filha. O nascimento da filha de Celso Russomanno e Lovani Neuland Russomanno foi antecipado para 28 de setembro de 2012, quando Lovani entrou em trabalho de parto.
Em 2 de outubro de 2012, a Rede Globo divulgou nota para comunicar o cancelamento do debate agendado para 4 de outubro com candidatos à Prefeitura de São Paulo. Não houve acordo para que o debate fosse realizado apenas com seis candidatos, número máximo para um debate produtivo na opinião da emissora. Os candidatos Levy Fidelix e Carlos Giannazi entraram com ações no TRE para garantirem o direito de participarem no debate, em acordo com a legislação eleitoral que obriga que sejam convidados todos os candidatos cujos partidos tenham representação na Câmara dos Deputados. Na eleição municipal de São Paulo em 2008, a Rede Globo também deixou de realizar debate alegando excessivo número de candidatos.
| Data       | Organizador(es)              | José Serra (PSDB)       | Celso Russomanno (PRB)  | Fernando Haddad (PT)    | Soninha Francine (PPS)  | Gabriel Chalita (PMDB)  | Paulinho da Força (PDT) | Carlos Giannazi (PSOL)  | Levy Fidelix (PRTB)     | Ana Luiza (PSTU)        | Anaí Caproni (PCO)      | Eymael (PSDC)           | Miguel Manso (PPL)      |
| ---------- | ---------------------------- | ----------------------- | ----------------------- | ----------------------- | ----------------------- | ----------------------- | ----------------------- | ----------------------- | ----------------------- | ----------------------- | ----------------------- | ----------------------- | ----------------------- |
| 02/08/2012 | Rede Bandeirantes            | Presente                | Presente                | Presente                | Presente                | Presente                | Presente                | Presente                | Presente                | Não convidado           | Não convidado           | Não convidado           | Não convidado           |
| 03/09/2012 | RedeTV!, Folha de S. Paulo   | Presente                | Presente                | Presente                | Presente                | Presente                | Presente                | Presente                | Presente                | Não convidado           | Não convidado           | Não convidado           | Não convidado           |
| 17/09/2012 | TV Cultura, Estadão, YouTube | Presente                | Presente                | Presente                | Presente                | Presente                | Presente                | Presente                | Presente                | Não convidado           | Não convidado           | Não convidado           | Não convidado           |
| 24/09/2012 | TV Gazeta, Portal Terra      | Presente                | Presente                | Presente                | Presente                | Presente                | Presente                | Presente                | Presente                | Não convidado           | Não convidado           | Não convidado           | Não convidado           |
| 01/10/2012 | Rede Record                  | Cancelado pela emissora | Cancelado pela emissora | Cancelado pela emissora | Cancelado pela emissora | Cancelado pela emissora | Cancelado pela emissora | Cancelado pela emissora | Cancelado pela emissora | Cancelado pela emissora | Cancelado pela emissora | Cancelado pela emissora | Cancelado pela emissora |
| 04/10/2012 | Rede Globo                   | Cancelado pela emissora | Cancelado pela emissora | Cancelado pela emissora | Cancelado pela emissora | Cancelado pela emissora | Cancelado pela emissora | Cancelado pela emissora | Cancelado pela emissora | Cancelado pela emissora | Cancelado pela emissora | Cancelado pela emissora | Cancelado pela emissora |

### 2º Turno
As campanhas dos candidatos José Serra e Fernando Haddad concordaram em limitar o número de debates entre eles. Foi priorizada a participação nos debates das emissoras com maior média de audiência (Bandeirantes, Record, SBT e Globo), alegando que o grande número de debates prejudicaria a campanha nas ruas e as gravações dos programas eleitorais.
| Data       | Organizador(es)   | José Serra (PSDB)          | Fernando Haddad (PT)       |
| ---------- | ----------------- | -------------------------- | -------------------------- |
| 15/10/2012 | TV Gazeta         | Rejeitado pelos candidatos | Rejeitado pelos candidatos |
| -          | TV Cultura        | Rejeitado pelos candidatos | Rejeitado pelos candidatos |
| 18/10/2012 | Rede Bandeirantes | Presente                   | Presente                   |
| 21/10/2012 | RedeTV!           | Rejeitado pelos candidatos | Rejeitado pelos candidatos |
| 22/10/2012 | Rede Record       | Cancelado pela emissora    | Cancelado pela emissora    |
| 24/10/2012 | SBT               | Presente                   | Presente                   |
| 26/10/2012 | Rede Globo        | Presente                   | Presente                   |

## Resultados

### Prefeito - 1º turno
Resultado do 1º turno da eleição para prefeito, em ordem alfabética dos candidatos.
| 1º turno 7 de outubro de 2012                            | 1º turno 7 de outubro de 2012                            | 1º turno 7 de outubro de 2012 | 1º turno 7 de outubro de 2012 |
| Candidato(a)                                             | Vice                                                     | Votação                       | Votação                       |
| Candidato(a)                                             | Vice                                                     | Total                         | Porcentagem                   |
| -------------------------------------------------------- | -------------------------------------------------------- | ----------------------------- | ----------------------------- |
| José Serra (PSDB)                                        | Alexandre Schneider (PSD)                                | 1 884 849                     | 30,75%                        |
| Fernando Haddad (PT)                                     | Nadia Campeão (PCdoB)                                    | 1 776 317                     | 28,98%                        |
| Celso Russomano (PRB)                                    | Luiz Flávio D'Urso (PTB)                                 | 1 324 021                     | 21,60%                        |
| Gabriel Chalita (PMDB)                                   | Marianne Pinotti (PMDB)                                  | 833 255                       | 13,60%                        |
| Soninha Francine(PPS)                                    | Lucas Albano (PMN)                                       | 162 384                       | 2,65%                         |
| Carlos Giannazi (PSOL)                                   | Edmilson Costa (PCB)                                     | 62 431                        | 1,02%                         |
| Paulinho da Força (PDT)                                  | Joaquim Grava(PDT)                                       | 38 750                        | 0,63%                         |
| Levy Fidélix (PRTB)                                      | Luiz Duarte (PRTB)                                       | 19 800                        | 0,32%                         |
| Ana Luiza (PSTU)                                         | Wilson Ribeiro (PSTU)                                    | 12 823                        | 0,21%                         |
| Miguel Manso(PPL)                                        | Marielza Milani (PPL)                                    | 7 272                         | 0,12%                         |
| José Maria Eymael (PSDC)                                 | Professor Lindeberg (PSDC)                               | 5 382                         | 0,09%                         |
| Anaí Caproni (PCO)                                       | Rafael Dantas (PCO)                                      | 1 373                         | 0,02%                         |
| Total de votos válidos                                   | Total de votos válidos                                   | 6 128 657                     | 87,22%                        |
| → Votos em branco                                        | → Votos em branco                                        | 381 407                       | 5,43%                         |
| → Votos nulos                                            | → Votos nulos                                            | 516 384                       | 7,35%                         |
| Total                                                    | Total                                                    | 7 026 448                     | 81,52%                        |
| Abstenções                                               | Abstenções                                               | 1 592 722                     | 18,48%                        |
| Total de inscritos                                       | Total de inscritos                                       | 8 619 170                     | 100,00%                       |
| Relação da população municipal ao total de votos válidos | Relação da população municipal ao total de votos válidos | 11 376 685                    | ~53,87%                       |
| Relação da população municipal ao total de inscritos     | Relação da população municipal ao total de inscritos     | 11 376 685                    | ~75,76%                       |

| Partido | Partido | Candidato  | Votos     | Votos (%) |
| ------- | ------- | ---------- | --------- | --------- |
|         | PSDB    | Serra      | 1 884 849 | 30,75%    |
|         | PT      | Haddad     | 1 776 317 | 28,98%    |
|         | PRB     | Russomanno | 1 324 021 | 21,6%     |
|         | PMDB    | Chalita    | 833 255   | 13,6%     |
|         | PPS     | Soninha    | 162 384   | 2,65%     |
|         | PSOL    | Giannazi   | 62 431    | 1,02%     |
|         | PDT     | Paulinho   | 38 750    | 0,63%     |
|         | PRTB    | Fidélix    | 19 800    | 0,32%     |
|         | PSTU    | Ana        | 12 823    | 0,21%     |
|         | PPL     | Miguel     | 7 272     | 0,12%     |
|         | PSDC    | Eymael     | 5 382     | 0,09%     |
|         | PCO     | Anaí       | 1 373     | 0,02%     |
| Totais  | Totais  | Totais     | 6 128 657 |           |

### Prefeito - 2º turno
Resultado do 2º turno da eleição para prefeito, em ordem alfabética dos candidatos (apenas votos válidos).

#### Apoios
O candidato Paulinho da Força declarou apoio a Serra em 9 de outubro, apoio que foi revertido pela direção nacional do PDT que declarou, em 16 de outubro, apoio à Haddad. Soninha Francine também declarou apoio a Serra em 9 de outubro.
| 2º turno 28 de outubro de 2012                           | 2º turno 28 de outubro de 2012                           | 2º turno 28 de outubro de 2012 | 2º turno 28 de outubro de 2012 |
| Candidato(a)                                             | Vice                                                     | Votação                        | Votação                        |
| Candidato(a)                                             | Vice                                                     | Total                          | Porcentagem                    |
| -------------------------------------------------------- | -------------------------------------------------------- | ------------------------------ | ------------------------------ |
| Fernando Haddad (PT)                                     | Nadia Campeão (PCdoB)                                    | 3 387 720                      | 55,57%                         |
| José Serra (PSDB)                                        | Alexandre Schneider (PSD)                                | 2 708 768                      | 44,43%                         |
| Total de votos válidos                                   | Total de votos válidos                                   | 6 096 488                      | 88,40%                         |
| → Votos em branco                                        | → Votos em branco                                        | 299 224                        | 4,34%                          |
| → Votos nulos                                            | → Votos nulos                                            | 500 578                        | 7,26%                          |
| Total                                                    | Total                                                    | 6 896 290                      | 80,01%                         |
| Abstenções                                               | Abstenções                                               | 1 722 880                      | 19,99%                         |
| Total de inscritos                                       | Total de inscritos                                       | 8 619 170                      | 100,00%                        |
| Relação da população municipal ao total de votos válidos | Relação da população municipal ao total de votos válidos | 11 376 685                     | ~53,58%                        |
| Relação da população municipal ao total de inscritos     | Relação da população municipal ao total de inscritos     | 11 376 685                     | ~75,76%                        |

| Partido | Partido | Candidato | Votos     | Votos (%) |
| ------- | ------- | --------- | --------- | --------- |
|         | PT      | Haddad    | 3 387 720 | 55,57%    |
|         | PSDB    | Serra     | 2 708 768 | 44,43%    |
| Totais  | Totais  | Totais    | 6 096 488 |           |

### Vereadores
Representação eleita
  PT: 11
  PSDB: 9
  PSD: 7
  PV: 4
  PTB: 4
  PMDB: 4
  PR: 3
  PSB: 3
  DEM: 2
  PPS: 2
  PRB: 2
  PCdoB: 1
  PP: 1
  PHS: 1
  PSOL: 1

Fonteː
| Candidato(a)             | Partido | Votação     | Votação |
| Candidato(a)             | Partido | Porcentagem | Total   |
| ------------------------ | ------- | ----------- | ------- |
| Roberto Tripoli          | PV      | 2,32%       | 132.313 |
| Andrea Matarazzo         | PSDB    | 2,06%       | 117.617 |
| Goulart                  | PSD     | 1,83%       | 104.301 |
| Milton Leite             | DEM     | 1,78%       | 101.664 |
| Coronel Telhada          | PSDB    | 1,56%       | 89.053  |
| Antonio Carlos Rodrigues | PR      | 1,18%       | 67.161  |
| Massataka Ota            | PSB     | 1,10%       | 62.693  |
| Mario Covas Neto         | PSDB    | 1,06%       | 60.697  |
| Eliseu Gabriel           | PSB     | 0,94%       | 53.634  |
| Celso Jatene             | PTB     | 0,91%       | 52.099  |
| Netinho de Paula         | PC do B | 0,89%       | 50.698  |
| Toninho Paiva            | PR      | 0,85%       | 48.613  |
| Donato                   | PT      | 0,82%       | 47.039  |
| Juliana Cardoso          | PT      | 0,82%       | 46.757  |
| Senival Moura            | PT      | 0,81%       | 46.524  |
| Pastor Edemilson Chaves  | PP      | 0,80%       | 45.858  |
| Sandra Tadeu             | DEM     | 0,80%       | 45.770  |
| Nabil Bonduki            | PT      | 0,74%       | 42.411  |
| Ricardo Young            | PPS     | 0,74%       | 42.098  |
| Marco Aurélio Cunha      | PSD     | 0,70%       | 40.130  |
| Adilson Amadeu           | PTB     | 0,70%       | 40.100  |
| Souza Santos             | PSD     | 0,69%       | 39.658  |
| Dalton Silvano           | PV      | 0,69%       | 39.304  |
| Floriano Pesaro          | PSDB    | 0,66%       | 37.780  |
| Claudinho                | PSDB    | 0,66%       | 37.441  |
| Alfredinho               | PT      | 0,64%       | 36.634  |
| Noemi Nonato             | PSB     | 0,62%       | 35.601  |
| Jean Madeira             | PRB     | 0,61%       | 35.036  |
| Patrícia Bezerra         | PSDB    | 0,60%       | 34.511  |
| Edir Sales               | PSD     | 0,60%       | 34.476  |
| Jose Américo             | PT      | 0,60%       | 34.291  |
| Marta Costa              | PSD     | 0,58%       | 32.914  |
| Aurelio Miguel           | PR      | 0,57%       | 32.520  |
| Atilio Francisco         | PRB     | 0,57%       | 32.513  |
| Arselino Tatto           | PT      | 0,56%       | 32.135  |
| David Soares             | PSD     | 0,56%       | 32.081  |
| Gilson Barreto           | PSDB    | 0,56%       | 31.995  |
| Conte Lopes              | PTB     | 0,56%       | 31.947  |
| Jair Tatto               | PT      | 0,55%       | 31.685  |
| Paulo Frange             | PTB     | 0,54%       | 30.891  |
| Ricardo Nunes            | PMDB    | 0,54%       | 30.747  |
| Ricardo Teixeira         | PV      | 0,54%       | 30.698  |
| Vava dos Transportes     | PT      | 0,51%       | 29.242  |
| Aurélio Nomura           | PSDB    | 0,51%       | 29.236  |
| Eduardo Tuma             | PSDB    | 0,50%       | 28.756  |
| Reis                     | PT      | 0,50%       | 28.627  |
| Police Neto              | PSD     | 0,50%       | 28.278  |
| Paulo Fiorilo            | PT      | 0,49%       | 27.805  |
| Gilberto Natalini        | PV      | 0,47%       | 26.806  |
| George Hato              | PMDB    | 0,43%       | 24.611  |
| Dr. Calvo                | PMDB    | 0,43%       | 24.282  |
| Ari Friedenbach          | PPS     | 0,40%       | 22.597  |
| Nelo Rodolfo             | PMDB    | 0,32%       | 18.219  |
| Laercio Benko            | PHS     | 0,31%       | 17.918  |
| Toninho Vespoli          | PSOL    | 0,15%       | 8.722   |